# Fèlix Genover
Fèlix Genover fou monjo bernadí a Poblet, natural de Figueres. Va ser catedràtic de teologia a la universitat de Lleida i molt instruït en lletres divines i humanes: després prior de les Franqueses, i abat de Poblet. Va publicar un tom en foli amb el títol «Selectae Disputationes in theologiam moralem. Succinta praeclara ac Perutilis cujusdam peculiaris difficultatis circa sacrificii missae applicationem ocurrentis dissert. Ilerdae 1700» en foli. Va deixar manuscrit «Tractatus de praeceptis decalogi juxta mentem D. Thomae». Un altre amb el títol «Tortura torturae», acabat d'escriure l'1 de febrer de 1717 poc abans de la seva mort, que versa sobre els inconvenients de donar turments als reus per a aclarir la veritat.